# Bruneren
Onder de term bruneren of bruineren of zwarten worden verschillende metaalbehandelingen verstaan.
Het kunnen bepaalde polijstbehandelingen zijn. Daarnaast kan het een bij ijzer en staal toegepaste oppervlaktebehandeling zijn door middel van onderdompeling in een bepaalde vloeistof.

## Polijsten
Het metaal wordt gepolijst door middel van wrijving met een hoog gepolijste agaat, hematietsteen of hoogglanzend staal. Door te wrijven met een harder materiaal dan het metaal dat gepolijst dient te worden, wordt het oppervlak van het metaal harder en gaat het glanzen.

### Toepassing

#### Zilversmederij
Bruneren werd veel in de zilversmeedkunst toegepast voordat de hangmotor en polijstmachines werden uitgevonden. Op deze manier konden alle ornamenten en moeilijke hoekjes van een voorwerp gepolijst worden.

#### Goud
In de edelsmeedtechniek is bruneren een handeling waarbij bladgoud door polijsten glanzender wordt gemaakt. Het woord bruneren komt uit het Frans: bruner, bruin (=donker) maken van het goud. Glanzende delen van een oppervlak weerspiegelen de binnenruimte, die vooral donker is (bijvoorbeeld het plafond waarop weinig licht valt). Vooral convexe en concave gebruneerde vormen lijken daardoor donkerder dan matte partijen, die er lichter uitzien doordat ze het aanwezige licht diffuus verspreiden. Voor het bruneren werd vroeger een wolventand of een grote hondentand in een handvat gebruikt. Tegenwoordig gebruikt men een agaatsteen om te bruneren.

#### Munten
Bruneren is ook een geslagen munt met bruneerstaal polijsten zodat die op een proefslag gaat lijken. Bruneren verwijdert details en verlaagt dus de conditie van een munt.

## Onderdompeling

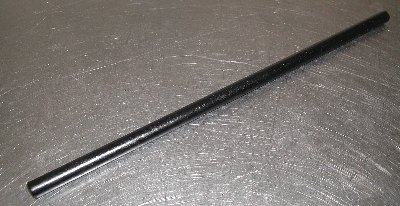
Het bruneren van een stalen staaf

Het bruneren (DIN 50938) bij ijzer of staal door onderdompeling gebeurt met behulp van een oxiderende alkalische vloeistof. De vloeistof heeft een temperatuur van circa 140°C. Het doel is om een beperkte corrosiebescherming te geven. Ook kan het doel van decoratieve aard zijn. Door de behandeling ontstaat een zeer dunne laag Fe3O4 van circa 1 µm aan de buitenzijde van het werkstuk. Deze ijzeroxidelaag kleurt het werkstuk zwart tot grijs.